# Lackalänga (TV-serie)
Lackalänga är en svensk TV-serie i 18 delar av Max Lundgren från 1987 som regisserades av Rune Formare och producerades av SVT i Malmö. Den hade premiär den 18 oktober 1987 i dåvarande TV2. Handlingen kretsar kring den fiktiva folkhögskolan Lackalänga. Emy Storm spelar rektor. Bland övriga skådespelare märks Göran Ragnerstam och Johan Hedenberg.
Serien spelades till stora delar in på Sörängens folkhögskola i Nässjö.

## Skådespelare i urval
- Jörgen Andersson – Martin
- Ulf Berg – Ingemar
- Lars Carlson – Yassir
- Johan Hedenberg – Hasse
- Åke Jörnfalk – Bebe
- Marie Olofsson – Catta
- Peter Sjöquist – Vidde
- Emy Storm – Barbro
- Christer Söderlund – Erland
- Carl Carlswärd – Hugo
- Magnus Johansson – Myggan
- Magnus Jonsson – Jack
- Kenneth Milldoff – Sven
- Göran Ragnerstam – Björn
- Margareta Bergfeldt – väninnan
- Thomas Engelbrektsson – vårdbiträdet
- Kåge Gimtell – Sune
- Jan Hemmel – TV-regissören
- Hélène Parment – Maggan